# Wojciech Rojek
Wojciech Franciszek Rojek (ur. 9 stycznia albo 10 stycznia 1954 w Tarnowskich Górach, zm. 29 września 2015 w Krakowie) – polski historyk, prof. dr hab. nauk humanistycznych, wykładowca Uniwersytetu Jagiellońskiego.

## Życiorys
Syn Tadeusza i Heleny z Gandyrów. W 1977 ukończył studia historyczne na Wydziale Filozoficzno-Historycznym Uniwersytetu Jagiellońskiego, a rok później studia z zakresu nauk politycznych na Wydziale Prawa i Administracji UJ. 5 marca 1984 obronił pracę doktorską pt. Rokowania o ograniczenie zbrojeń morskich 1919–1939 (promotor prof. Marian Zgórniak). W marcu 1991 Rada Wydziału Filozoficzno-Historycznego UJ nadała mu stopień doktora habilitowanego na podstawie rozprawy: Ekspansja mocarstw w Chinach i jej wpływ na rozwój stosunków międzynarodowych w latach 1895–1914. 6 kwietnia 2001 otrzymał tytuł profesora nauk humanistycznych. Specjalizował się w historii dyplomacji XIX-XX w. i w historii wojskowości.
W 1977 został zatrudniony na stanowisku asystenta w Zakładzie Historii Najnowszej Powszechnej Instytutu Historii UJ. W 1984 został adiunktem. W latach 1993–1999 pełnił funkcję zastępcy dyrektora Instytutu Historii d.s. ogólnych, a w latach 1999–2002 dyrektora Instytutu. 1 października 2006 został kierownikiem Zakładu Historii Powszechnej Najnowszej.
Był członkiem korespondentem Polskiej Akademii Umiejętności, a w latach 2013–2015 sekretarzem Wydziału II PAU. Pełnił funkcję przewodniczącego Komisji Historii Wojen i Wojskowości, działającej przy Polskiej Akademii Umiejętności, a także przewodniczącego Komisji Historycznej, działającej przy krakowskim oddziale PAN. Był promotorem 14 rozpraw doktorskich.
Zmarł po długiej chorobie. Spoczywa na cmentarzu parafialnym w Piaskach Wielkich.

## Dzieła
- 1990: Ekspansja mocarstw w Chinach i jej wpływ na rozwój stosunków międzynarodowych w latach 1895–1914
- 1994: Spory o władanie morzem : polityczno-dyplomatyczne aspekty zbrojeń morskich w okresie międzywojennym : 1919–1939
- 2000: Odyseja skarbu Rzeczypospolitej : losy złota Banku Polskiego 1939–1950
- 2000: Les rapports entre le Gouvernement Polonais de Londres et le Général De Gaulle : juin 1940 – juin 1945
- 2010: Historia nowoczesnych stosunków międzynarodowych